# فالنشتاين (شيلر)

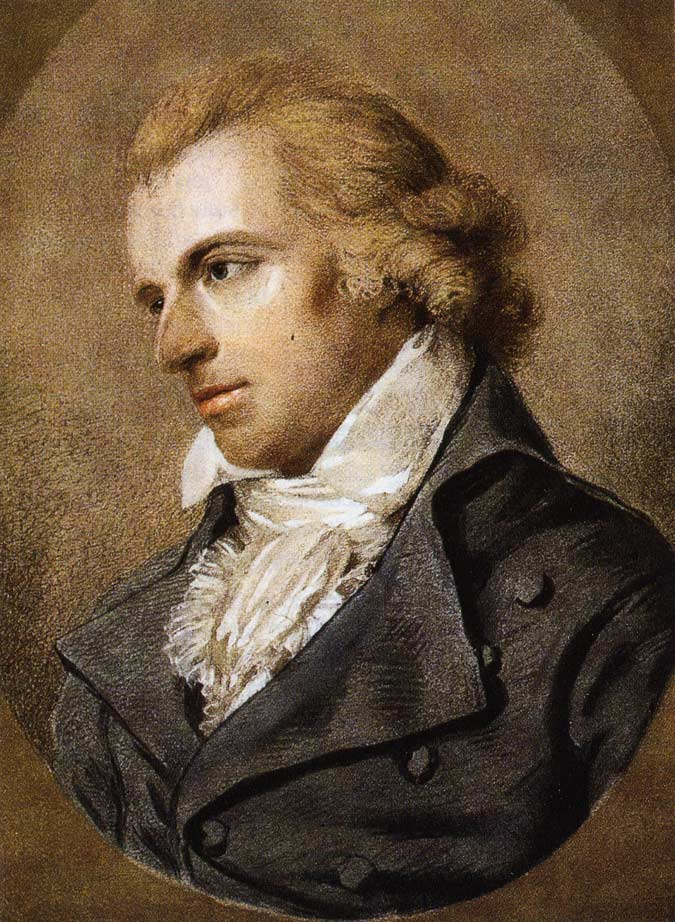
فريدرش شيلر

فالنشتاين (بالألمانية: Wallenstein) تسمية شعبية لثلاثية مسرحية من تأليف الكاتب المسرحي الألماني فريدرش شيلر (1759-1805)، قسم شيلر فالنشتاين إلى ثلاثة مسرحيات: الأولى معسكر فالنشتاين (Wallensteins Lager) مع مقدمة مطولة، البيكولومينيون (Die Piccolomini)، والمسرحية الثالثة موت فالنشتاين (Wallensteins Tod). ثم قام شيلر بنفسه بتقسيم فالنشتاين إلى قسمين: الأول يتضمن معسكر فالنشتاين والبيكولومينيون، والقسم الآخر يشمل موت فالنشتاين. أنهى شيلر الثلاثية في عام 1799.
تدور أحداث هذه المسرحية في القرن السابع عشر أثناء حرب الثلاثين عاماً، الشخصية الرئيسية في المسرحية هو العسكري ألبرشت فون فالنشتاين الذي خدم الملك فرديناند الثاني حاكم الإمبراطورية الرومانية المقدسة في حرب الثلاثين عاماً، وتصور المسرحية فترة انهيار فالنشتاين، وتدور احداثها في أربعة أيام.

## وصلات خارجية
| - فالنشتاين، على كتب جوجل. - فالنشتاين، على أرشيف الإنترنت. - فالنشتاين، على مشروع جوتنبرج. - فالنشتاين، على جود ريدز. | - فالنشتاين، على الفهرس العالمي. - فالنشتاين، على مكتبة جامعة هارفارد. - فالنشتاين، على موقع أمازون. - فالنشتاين، من الموسوعة البريطانية على ويكي مصدر (بالإنجليزية) |